# 西德堂
西德堂是台南市中西區的一座齋堂，屬於齋教金幢派的蔡阿公派。齋堂為一棟木造的兩層樓建築，並包含山門一座，建於明治38年（1905年）左右，民國95年（2016年）在台南市府文資處的協助下，登錄為歷史建築。
西德堂原名西竺堂，因「竺」與「德」的台語發音類似，後來改為現今的名稱。

## 沿革
西德堂創立於明治30年（1897年），原址位在西竹圍街（今後火車站前鋒路附近，可參考日治時期竹園町之範圍）附近。日治時期為興建官舍，西德堂於是遷至現址。

## 附近
- 兌悅門
- 老古石街（信義街）
- 協進國小
- 神農街（北勢街）